# María Pilar Alonso López
María Pilar Alonso López, coneguda esportivament com Piluca Alonso (Lleó, 8 d'octubre de 1968) és una exjugadora de bàsquet espanyola.
Internacional amb la selecció espanyola en 171 ocasions entre 1987 i 1998, es proclamà campiona d'Europa a l'Eurobasket de Perugia 1993 i disputà dos Campionats del Món (1994, 1998), També participà als Jocs Olímpics de Barcelona 1992, on finalitzà en cinquena posició.
Entre d'altres reconeixements, fou inclosa al Saló de la Fama del basquetbol espanyol formant part de la selecció espanyola de bàsquet de 1993.

## Palmarès
Clubs
- 1 Eurolliga de bàsquet femenina (1992-93)
- 3 Lligues espanyoles de bàsquet femenina (1990-91, 1992-93, 1995-96)
- 1 Copa del Món de clubs de bàsquet femenina (1992-93)

Selecció espanyola
- 1 medalla d'or al Campionat d'Europa de bàsquet femení (1993)
- 1 medalla de bronze als Jocs Mediterranis de 1993